# Мних Григорій Савович
Григо́рій Са́вович Мни́х (* 1964) — полковник Збройних сил України, учасник російсько-української війни.

## З життєпису
Заступник командира 25-ї окремої повітрянодесантної бригади, що в мирний час дислокується неподалік Новомосковська.
Організовував та брав участь в тиловому забезпеченні підрозділів бригади, що виконували бойові завдання. Постійно перебував з підрозділами бригади, які вели бойові дії, безпосередньо брав участь в операціях визволення населених пунктів Донецької області: Красний Лиман, Ямпіль, Семенівка, Слов'янськ, Крива Лука, Пискунівка, Миколаївка, Вуглегірськ, Жданівка, Нижня Кринка. Протягом місяця перебував в оточенні поблизу Дебальцевого.

## Нагороди
За особисту мужність і героїзм, виявлені у захисті державного суверенітету та територіальної цілісності України, вірність військовій присязі під час російсько-української війни нагороджений
- орденом Богдана Хмельницького III ступеня (4.12.2014)
- медаллю «За військову службу Україні»[1]